# Pleyber-Christ
Pleyber-Christ település Franciaországban, Finistère megyében. Lakosainak száma 3175 fő (2022. január 1.). Pleyber-Christ Le Cloître-Saint-Thégonnec, Plounéour-Ménez, Plourin-lès-Morlaix, Saint-Martin-des-Champs, Sainte-Sève és Saint-Thégonnec-Loc-Eguiner községekkel határos.

## Népesség
A település népességének változása:
| Lakosok száma | 2187 | 2812 | 2828 | 3061 | 3083 | 3076 | 3139 | 3184 | 3190 | 3175 |
|               | 1968 | 1982 | 1990 | 2006 | 2013 | 2015 | 2017 | 2019 | 2020 | 2022 |